# Henrik I. Brederodski
Henrik I. Brederodski (* ok. 1287 v Santpoortu, † 26. september 1345 v  Stavorenu) je bil  je bil holandski plemič - gospod Brederodski. Ubit je bil v bitki pri Stavorenu v Friziji, kjer je v isti bitki padel tudi holandski grof Viljem IV.. 

## Življenjepis
Bil je sin Dirka II. Brederodskega  in Marije Leške. Henrik I. Brederodski je bil drugi sin zato naj bi sedež rodbine gospostvo Brederode nasledil njegov brat Viljem II. Henrik I. pa je iz družinske posesti dobil visoko gospostvo Papendrecht in Mateno. 
Po smrti svojega najstarejšega brata Viljema II. leta 1316 in njegovega očeta Dirka II. leta 1317 ju je 1318 nasledil kot gospod Brederodski. Leta 1325 sta Henrik I. Brederodski in holandski grof Viljem III. podpisala sporazum o izgradnji novega nasipa in o prevzemu sanacije poplavljenega polderja Zwijndrecht. 
Henrik I. Brederodski se je leta 1345 udeležil vojnega pohoda holandskega grofa proti upornim Frizijcem pod poveljstvom holandskega grofa  Viljema IV.. Oba sta bila ubita blizu Stavorena med eno od bitk pri Warnsu proti Frizijcem leta 1345.

## Družina in otroci
Henrik se je leta 1321 na gradu Brederode poročil z Izabelo Fontaineško (1295 – 1346). Njun zakon je ostal brez otrok dedičev, edini otrok Viljem je umrl star okoli 4 leta.